# (10870) Gwendolen
(10870) Gwendolen est un astéroïde de la ceinture principale.

## Description
(10870) Gwendolen est un astéroïde de la ceinture principale. Il fut découvert le 25 septembre 1996 à l'observatoire astrophysique du Dominion par Christopher Aikman. Il présente une orbite caractérisée par un demi-grand axe de 2,40 UA, une excentricité de 0,21 et une inclinaison de 3,0° par rapport à l'écliptique.

## Compléments